# ダンジョンキーパー
『ダンジョンキーパー』(Dungeon Keeper)はエレクトロニック・アーツが発売した「リアルタイムダンジョン設営シミュレーション」ゲームシリーズである。「ダンジョンキーパー」（1997年）、「ダンジョンキーパー2」（1999年）、そしてスマートホン用の「ダンジョンキーパー」（2014年）がある。初代の開発元はピーター・モリニュー率いるブルフロッグ(Bullfrog)。

## システム
プレイヤーは、広大な地下世界にダンジョン（地下迷宮）を築き、クリーチャー（モンスター・化け物）を配下とする悪のダンジョンキーパーとなって、このダンジョンを打ち滅ぼそうとする正義の勇者達や、地下世界の利権を争う他のダンジョンキーパーを抹殺していくゲームである。
主に斜め上から見下ろした視点で操作し、ダンジョン設営のためにクリーチャーに地面を掘らせ、その場所に様々な機能を持つ部屋を設置し、その部屋によって変化する出現クリーチャーらを使役して、広大なダンジョンを運営していき、最終的に一つの王国の地下世界を掌中に収めるのが目的である。
ダンジョンには様々な部屋が設営可能だが、主な所では
- 手下を休ませる寝室（DK1日本語版では「ねぐら」）
- 食料を産出するニワトリ小屋
- クリーチャーを訓練する訓練室

などがあり、ステージを進んでいくと拠点の防衛に有効な見張り台や、敵を捕らえて放り込む牢獄、ロールプレイングゲーム（コンピュータRPG）などではお馴染みのトラップを作る工房、敵を嬲り者にして寝返らせる拷問室などの、様々な悪魔的な部屋が使えるようになる。
これを目当てに集まってきたゴブリン、バイルデーモン、トロルなどの手下となるモンスターやクリーチャーを地下世界から掘り出した財宝で雇い・訓練し・地下世界を支配してゆく。プレイヤーの築いたダンジョンを滅ぼすべく侵入してくる勇者達を撃退するためのトラップ配置も重要で、また敵を遮り視界を妨げるドアを設置することもできる。
ゲーム進行の自由度は非常に高く、プレイヤーの創意工夫によって様々な攻略法が成立しうる。特に敵の出現ポイントはステージ毎に決まっているので、その進攻ルートに重点的に罠を配して待ち伏せるといった戦略も有効である。しかし準備が整わないダンジョンは弱く、無闇にダンジョンを拡張すると敵の移動ルートを掘り当てて薮蛇になることもあり、またダンジョンの発達度合いによって（その悪名が地上世界に知れ渡り）、敵である勇者の攻撃が激しくなるといった要素もあり、単純にダンジョンを強化・発展させるだけではクリアできない面も多数存在する。

## ラインナップ

### ダンジョンキーパー
- 北米:1997年6月27日、日本:1997年7月発売

シリーズ一作目。その特異性の高いゲーム内容で世界中のゲーマーに注目された。

### ダンジョンキーパープレミアム
- 日本国内のみ販売:1997年11月発売

ダンジョンキーパーの拡張版。より難易度の高い「ディーパーダンジョン」も追加されているなど、多くの修正が加えられている。日本では、エレクトロニックアーツ・ジャパンから廉価版が発売されており、入手性も高かった。

### Dungeon Keeper Gold Edition
- 北米のみ販売:1998年12月発売

3Dパッチ、ゲームエディター、追加シナリオなどが追加されたパッケージ。その後、公式ウェブサイトからほとんどの追加データが無料ダウンロード出来るようになったため、まもなくGold Editionの販売は終了した。

### ダンジョンキーパー2
- 北米: 1999年6月30日発売。日本:1999年発売

ゲームが完全に3D化され、またゲーム内容にも調整が加えられた。オリジナルの開発者であるピーター・モリニューが会社を去った後に開発されたこともあり、1とはプレイの感触が異なっている。

### ダンジョンキーパー (モバイル)
- 2014年1月30日

エレクトロニックアーツとミシク・エンターテイメントは、AndroidとiOS対応の「ダンジョンキーパー」のダウンロード販売をGoogle PlayとApp Storeで2014年1月30日に始めた。基本無料でアイテム課金型のスマホゲームである。建設・運営パートが現実時間の日単位で進行し、戦闘はネット上の他キーパーのダンジョンに軍団を送る／送られることで発生する襲撃／防衛戦が中心となる。

### 計画のみ

#### ダンジョンキーパー3
DK2にラストではDK3の開発・発売をにおわせるムービーがあった。ダンジョンキーパーの公式Webサイトによれば、ダンジョンキーパー3の構想を告げていた。発表されていた副題はWar for the Overworld。開発元のブルフロッグが解散し、発売に至らなかった。

#### ダンジョンキーパーオンライン
2008年12月1日、中国を活動拠点とするNetDragonWebsoft Inc.がエレクトリックアーツとダンジョンキーパーのライセンス契約を交わし、MMORPGの作成をすることを発表した。その後の詳細は発表されておらず、リリースされても中国、香港、マカオ、台湾などの中華圏のみにターゲットされたサービスになるとされていた。

## 登場クリーチャー・勇者
ダンジョンキーパーの1（同プレミアム）と2とでは、出現クリーチャーに違いがあり、その能力にも違いが見られる。
クリーチャー達は個性が強く、性格に合わせて上手く手懐けなければならない。ウォーロックは研究、トロルは製造、フライは偵察などとクリーチャーにはそれぞれ得意分野があり、適材適所に使い分けることが大切である。食料がない、給料をもらえない、休まずに働き続けさせられたなどのクリーチャーは不機嫌になり、やがてプレイヤーのダンジョンを去ってしまうか、敵となってダンジョンを破壊し始める。逆に給料を多く与えられたクリーチャーはよく働くが、その一方で引っ叩いて恐怖心で無理矢理働かせることも可能である。
ダンジョンキーパー/同プレミアム（DK1）では仕事の向き不向きはあるものの、基本的にどのクリーチャーでも落とした部屋に対応して仕事をすることができた。ダンジョンキーパー2（DK2）では、見張りや寺院でのお祈り以外の仕事は、クリーチャーごとに決められた仕事にしか参加できなくなった。

### ダンジョンキーパー側
インプ
ダンジョンキーパーが魔法の力で製造する最弱のクリーチャー。地面を掘ったり金を採掘して宝物室に運んだり、ダンジョンの壁を補強したり、トラップを取り付けたりといった雑務をこなすが、戦闘では真っ先に逃げるだけで、全く役に立たない。レベル3で加速、レベル10でテレポートを使えるようになるが、最弱なのは変わりない。トラップに巻きこまれるとあっけなく死ぬほか、大抵の勇者にとっては雑魚扱いで、DK1では死ぬと死体を残すが、DK2では一筋の光る煙となって消えてしまう儚い存在だ。ちなみにときどき煙草を吸っている(DK1)。
フライ(DK2ではファイアフライ)
名前の通りの蝿型クリーチャー。戦闘に参加できるクリーチャーの中では最も弱いが、非常に素早く地下世界の偵察に向いている。水上や溶岩などの地形も移動可能である。レベルを上げると偵察に特化した特殊能力に開眼する。DK1では瀕死になるまで戦闘に参加してから逃げていたため、逃げ遅れることも多かったが、DK2では強い敵の姿を発見すると遠巻きに眺めるようになり、より生存率は高くなったものの、戦闘ではさらに役立たずとなった。
ウォーロック
ヒューマノイドクリーチャー(DK2では堕落した人間)で、研究室での研究に向いている。戦闘でも魔法を使い攻撃と回復の双方に活躍する。レベルを上げるとより強力な攻撃魔法を習得する。ただし足は研究の日々で運動不足であることから少し遅い。DK2では他のクリーチャーの体力回復も得意である。DK1では図書室に研究員以外のクリーチャーが入るとキレて火の玉を放ってくることがある。ヴァンパイアと仲が悪い(DK1)。
トロル
工房で器用にトラップを製造することが得意なクリーチャーだが戦闘力が弱く、鍛えても簡単に倒されてしまうほど弱く、戦闘には向かない。長所であるトラップや扉の製造を最大限に活かすには、ダンジョンの設計を工夫する必要がある。DK1ではレベルの高いトロルは加速の魔法が使えたが、DK2ではレベルを上げると徐々に体力と工作力が向上するものの、特に特殊能力は持たない。
バイルデーモン
太った巨大なクリーチャーで、多くの食料を必要とする。工房での作業も可能で、戦闘では高い耐久力と攻撃力を見せるが、移動は遅い。放屁による毒ガス攻撃が得意だが、味方も巻き込んでしまう。戦闘では二本の長い角の先につけたトゲ付きアクセサリーで攻撃する。長い腕は退化した足の代わりに体の移動に使われている。図体がでかいために、DK2では他のクリーチャーと同時に狭い通路を通ろうとすると詰まって動けなくなることがある。工房好き。スケルトンと仲が悪い(DK1)。
ミストレス(DK1ではダークミストレス)
動きが素早く、攻撃力も高い万能型クリーチャー。それぞれの指につけたナイフを振り回して攻撃し、レベルをあげると雷撃の魔法を習得する。サディストであると同時にマゾヒストでもあり、仕事を与えないと拷問室で他のクリーチャーの拷問を眺めたり、自らすすんで拷問を受けたり、戦闘では魔法で感電して倒れた敵をいたぶったりする。DK1では自ら受けた拷問で体力を消耗することもあったが、DK2では「拷問を幾ら受けても体力が減らない」という特性を身に付けた。サムライと仲が悪い。
スケルトン
牢獄で飢え死んだ敵、または味方クリーチャーの骨に魔力が吹き込まれて製造されるクリーチャー。骨が剥き出しなので耐久力が弱いが、敵が攻めて来るほどに製造できるため、数が揃えば戦力となる。DK1では製造できる数に制限はなかったが、DK2では牢獄の大きさで最大数が決定される。DK1ではレベルの高いスケルトンは強力な雷撃魔法が使えたほか、戦いで死ぬと残骸が残ったが、DK2では戦いに負けた時点で粉砕されて消えてしまう。バイルデーモンと仲が悪い。
バンパイア
ダンジョン内に落ちている死体はインプによって墓場に埋葬されるが、この墓場で一定数の死骸を腐らせると墓場から生まれるクリーチャー。一定のレベル以上に達すると、死んでもレベルダウンして蘇る。研究にも向いているが、水に濡れると体力を奪われ死んでしまう。敵のクリーチャーや勇者から体力を吸いとって回復することもできる。DK1ではレベルの高いバンパイアは霧にのって空を飛べたほか、テレポートの魔法も使えるようになったが、DK2ではできなくなった。DK2では神殿で祈りを捧げていると、時たま投身自殺をすることがある。
ホーンドリーパー(内海賢二)
ゲーム中で最も強力なクリーチャーだが、もっとも気難しい存在でもある。ひとたび機嫌を損ねると、DK1では味方のクリーチャーをも見境無く攻撃し始め、DK2では怒って自分の世界に帰ってしまう。他のクリーチャーとは異なる方法で呼び出される。DK1では神殿の池に「バイルデーモン・トロル・ミストレス」をそれぞれ生贄として放り込むと誕生した。DK2ではゲームを進めていく中で自動的に手に入る専用アイテムと一定量のマナで召喚する無敵のクリーチャーとして登場。召喚アイテムを持っているときは、呼び出してもらいたさに所定量のマナが溜まった時点で専用の音声メッセージが流れる。
ビートル
DK1にのみ登場。虫系クリーチャーの中ではスパイダーに次ぐ実力を持っているが弱い。レベルが上がれば凍結を使えるようになるが、連射ができず、そもそもビートル自体の性能が余りにも低いため役には立たない。生け贄としては有用である。
スパイダー
DK1にのみ登場。虫系クリーチャーの中では最強だが、全体から見るとやはり弱い。ねぐらでフライと出くわすとケンカを始めるが、スパイダーがよほど弱っていない限りスパイダーが勝つ。レベルが上がると減速・凍結・ひょうといったサポート系特別攻撃を使えるようになる。また牢獄に囚人がいる場合、囚人を怖がらせたり凍り漬けにしたりするのを好む。
デーモンスポーン
DK1にのみ登場。トカゲ型のクリーチャーで訓練好き。序盤の主戦力。体力はそれほど高くなく、戦闘に強いとも言えないが、レベル10になるとレベル3ドラゴンに転生する。
ドラゴン
DK1にのみ登場。高い防御力を誇る万能型クリーチャー。研究と訓練を好み、やらない仕事がないという非常に優等生なクリーチャー。ドラゴンは基本攻撃が炎の息で、高い連射性を持つもののAI操作では断続的にしか使用しないため、火力の面で他の強力なクリーチャーに若干劣る。支配の魔法でプレイヤーが使うと驚異的な火力を発揮できる。また守備の面に関しては高い装甲によるダメージ吸収率と強靱な体力、治癒のスキルを持つことから非常に死ににくいクリーチャーである。
オーク
DK1にのみ登場。標準的な能力を備えた戦闘用クリーチャーとされ、相応の強さを持つ。訓練によるレベルアップが速く給料も低めなため数をそろえるのに向いている。訓練好きでレベル10になって他にすることがないと監視所に入り浸るようになる。また工房での製造能力にも優れ、加速を使えるようになるのでバイルデーモン以上の速さでトラップやドアを制作してくれる。
ヘルハウンド
DK1にのみ登場。双頭の犬。フライとよく似た習性を持ち、溶岩のダメージを受けない。放置しておくと探索を行うが、そのまま戦闘になって死んでしまうことも。デーモンスポーンと仲が悪い。
テンタクル
DK1にのみ登場。タコのような軟体動物を連想させる外見の水棲クリーチャー。とはいえ、水中で戦闘能力や移動力が上がるといった特性はない。戦闘能力は平均的で、凍結の魔法を覚える。
ゴースト
DK1にのみ登場。拷問でクリーチャーや勇者キャラクターを殺すと発生する。研究と礼拝を好む。常に飛行しているので地形の影響を受けない。祭壇に献げると全クリーチャーが激怒する。レベルが上がると消耗と突風を使うようになる。戦闘では弱い。
ゴブリン
DK2にのみ登場。DK2の最も基本的なクリーチャーで、戦況が悪いとすぐに逃げ出す臆病者。序盤の戦力だが、他のクリーチャーが使えるようになると出番はなくなっていく。
ダークエルフ
DK2にのみ登場。アーチャーの悪玉版。堕落した女性エルフ。憑依するとスナイパーモードが使える。
サラマンダー
DK2にのみ登場。DK1のデーモンスポーンに相当するクリーチャー。ただし、DK2にドラゴンは登場しないため転生しない。序盤の主戦力。
ローグ
DK2にのみ登場。ウォーロックと同じく堕落した人間でシーフの悪玉版。放置してある金を見つけると着服する。レベル8でインビジブルの魔法を覚えるため一気に実用性が上がる。
ダークナイト
DK2にのみ登場。例によって堕落した人間でナイトの悪玉版。基本性能はナイトと同じで、その実力は全クリーチャーの中でも最強クラス。終盤のステージや対戦ではダークナイトをいかにそろえるかが勝敗の分かれ目になってくる。
ダークエンジェル
DK2にのみ登場。堕落した天使。基本的な戦闘性能はダークナイトに劣るが、強力な魔法を幾つか覚えるため、ダークナイトよりも強力である。手が突き出た神殿一つにつき、一体しか召喚できない。
メイデン
DK2をVer1.7にバージョンアップすると登場。蜘蛛の下半身に、人間の女性の上半身をくっつけた外見をしている。クモの糸を使って敵を捕らえ、なぶり殺すという最も残虐なクリーチャー。

### 勇者側
ドワーフ
勇者の中ではもっとも弱いが、地面を掘ることができ、勇者がダンジョンに侵入する突破口を開ける。放って置くと折角設営したダンジョンの壁を穴だらけにしてしまい、部屋の機能性を低下させてしまう。勇者側のインプのような存在だが、DK1では捕えて寝返らせても役に立たない。DK2では補強された壁を素早く崩したり、所持できる財宝量がインプよりはるかに多いこともあり、インプよりも使い勝手が良い部分もある。DK1ではドワーフとマウンテンドワーフの二種が存在し、DK1におけるドワーフは平均的な戦闘能力と優れた工房での製造技術を持った勇者であり、マウンテンドワーフが上記の能力を持った勇者に該当する。
シーフ
金品を漁る盗賊。ダンジョンの偵察を主な仕事とし、足も速く、クリーチャーを背後から暗殺する。寝返らせて鍛え上げるとレベル10でナイトに転生する。
ナイト
鎧で身を包んだ戦士。高い耐久力と攻撃力を持ち、直接戦闘では非常に強いが、トラップなどには引っ掛かりやすい。DK1ではDK2におけるロードとナイト両方の役割を担っており(ゲーム中のナレーションでロードと呼ばれることもある)、ステージによってはボスキャラとして登場する。
アーチャー
弓使い。集団で現れ、遠くから弓で攻撃してくる。ただし攻撃力自体はそれほど強くない。DK1では人間だったが、DK2ではエルフという設定である。
ジャイアント
巨人。高い耐久力と強力な打撃力でクリーチャーや部屋の設備を叩き潰して回る勇者。集団で現れるため、中途半端なトラップでは防ぎきるのは困難。捕らえて寝返らせても、バイルデーモンに匹敵する無駄飯喰らいとなる。
モンク
修道僧。モンクに倒されたバンパイアは復活できず、さらに回復魔法も低いレベルのうちから使う。
ウィザード
魔法使い。遠距離からの魔法攻撃を得意とするが、背後からの攻撃には脆い。他の勇者の援護が無くても、クリーチャーの姿が見えないと、単身でもダンジョン深くに入り込んでくる。
フェアリー
妖精。極めて強力な攻撃魔法を得意とし、飛行能力によって地形を無視するため逃げ足も速く、思わぬ所から奇襲してくる。捕らえて寝返らせると、優秀な研究者になる。耐久力は低いので、接近戦では少々不利でもある。
バーバリアン
DK1にのみ登場。モヒカン頭で筋骨隆々の勇者。キーパー側のオークに対応する勇者だが、加速の魔法が使えない分戦闘性能でオークに大きく劣る。
サムライ
DK1にのみ登場。ナイトに次いで強力。加速と雷撃が使え接近戦でも強い。ナイトより安い給料で雇えるので使い勝手もよい。ミストレスと仲が悪い。
ウィッチ
DK1にのみ登場。女性の魔法使い。浮遊を使うので溶岩を越えてくる。撃たれ弱いが接近戦になると突風を使って周囲を吹き飛ばしてしまう。突風でも吹き飛ばされないバイルデーモンが天敵。ただ、バイルデーモンの毒ガス攻撃では生け捕りにしようとしても殺してしまうため、生け捕りにするのが難しい。
アバタール
DK1にのみ登場。ＤＫ1のラストボス。ウルティマシリーズの主人公と同じ名前であるが、アバタールとは「化身」、すなわち神の化身という意味である。いくつもの世界を創造した神は精神的存在であるため、現実世界（すなわちダンジョンキーパーのゲーム内世界）には直接は干渉できない。神が全ての良き生命を導くために、自らの代理人として創造した王であり救世主がアバタールである（ウルティマにおいても同様の意味）。プレーヤーであるダンジョンキーパーは、ゲーム内の世界（現実世界）を神の支配から奪い取り、邪悪で満たした世界に変え、自らが新しい神として君臨する事が究極の目標である。神は世界創造後はこの世界の統治と守護をアバタール率いる勇者たちに任せて、自らは干渉していない。つまり、このアバタールを滅ぼすことで神の世界を奪い取り完全支配が可能となる。
ホーンドリーパーを遙かに上回る圧倒的な力を持つ最強の戦士。圧倒的な耐久力と異常なまでの回復力を持ち、全クリーチャー、全ての勇者中最強の攻撃力を誇り、近接戦闘では無類の強さを誇る。ラスボスだが、他の勇者同様寝返らせることが可能。DK1ではラストに２体登場する。DK1のオープニングムービーにも登場している。
ガード
DK2にのみ登場。ナイトほどではないが強力な戦士で、寝返らせても活躍する。ロイヤルガードという上位種もいる。
ロード(藤原啓治)
DK2にのみ登場。各ステージの勇者たちのボス的存在。ボスだけあってその実力は他の勇者やクリーチャーと比べ頭一つ抜けている。寝返らせることは不可能。
プリンス(藤原啓治)
DK2にのみ登場。後述するレジナルドの三人の息子たちで、それぞれトリスタン、ヴォルダー、フェリックスという名前がある。登場するシナリオでは逃げるばかりでその真価を発揮することはないが、データ上はロード以上の戦闘力を持っている。
レジナルド(藤原啓治)
DK2にのみ登場。地上世界の支配者であり、DK2の実質的なラスボス。その戦闘力は凄まじく、単体でクリーチャーの群れを圧倒する。寝返らせることは不可能。
ストーンナイト
DK2にのみ登場。名前のとおり石でできたナイト。ホーンドリーパーと同じく不死身の肉体を持った存在で、通常の方法では撃破することができない。寝返らせることは不可能。

## ダンジョンキーパーで使われる用語
ダンジョンキーパー地下世界のダンジョンを支配する悪魔のような存在。プレイヤー自身である。プレイヤー＝ダンジョンキーパーはこのゲームの外側の存在であり、ゲーム世界においては肉体を持たない神や悪魔のような超越的存在という設定である。その目的は神が創造したこの美しき世界を蹂躙し、究極的には自らがこの世界の神として君臨することである。神と同じく直接には現実世界に干渉できないかわり、醜悪なクリーチャーを魔界から召還し、命令を下すことで神の世界を滅ぼしていくことができる。なお、創造主である神はこの世界を創造した後、アバタール率いる勇者に統治させ、後は静観している。プレーヤーのほかにもこの世界を狙うキーパーが多数おり、ライバルとして立ちはだかる。
クリーチャーダンジョンで雇われるモンスター。異次元からゲートを通って召還される。
ゴールド地下世界の財宝。金鉱や宝石を採掘すると手に入る。DK1では部屋の設営にも魔力の行使にもゴールドが必要だったが、DK2では魔力の行使には時間と共に回復するマナを使うようになった。クリーチャーの給料や訓練費用・DK2ではクリーチャーが遊んだり酒を飲むカジノの運営費用もここから支払われる。
ダンジョンハートダンジョンを維持する全ての魔力の源で、文字通りの心臓部。ダンジョンキーパーが現実世界へ干渉するための次元のゲートともいえる存在であり、脈打つように鳴動している。ここが破壊されると、ダンジョンの全機能は停止し、キーパーはこの世界から永久に追放される。（ゲームオーバー）
マジカルアイテム地下世界に隠された秘宝。手に入れ発動させることで、ゴールドが手に入ったり、隠しエリアが遊べたり、クリーチャーのレベルが上がったり、壁が一瞬の内に補強されたりといった様々な効果がある。
ゲートクリーチャーがやってくる異世界へ通じる道。不要クリーチャーを投げ込んで、追い払うこともできる。
チキンクリーチャーや勇者達の食糧となる。食料室の地面から生えてきた卵が孵化して歩き回っているが、これが不足するとクリーチャーのご機嫌が悪くなる。食料室が小さかったりすると、不足することもしばしばで、レベルが高いクリーチャーほど多く食べる他、クリーチャーによって食べる量も違う。クリーチャーにより、それぞれ食べ方が違い、単に拾い上げて食べる者も居れば、一々弄り回してから食べる者もいる。叩くと破裂する。
スフィア映画インディジョーンズ第一作冒頭でも登場した「転がる岩」の罠だが、DK1では無条件で進行方向の敵・味方を押し潰すと言う非情にして最強のトラップとして登場、DK2ではやや威力が減ぜられたものの、それでも敵味方お構い無しという危険極まりない罠となっている。スフィアは、プレイヤーが触れることによって進行方向を変えることができるため、味方の被害を抑えたり、より多くの敵を押し潰すべく誘導することができる。ただし、あまり触ると割れてしまう。